# Alopecosa chagyabensis
Alopecosa chagyabensis is een spinnensoort uit de familie wolfspinnen (Lycosidae). De soort komt voor in China. 